# Azur Air (Deutschland)
Azur Air war eine deutsche Charterfluggesellschaft mit Sitz in Düsseldorf und Basis auf dem Flughafen Düsseldorf. Sie war eine Tochter der niederländischen Holding NW International BV mit Sitz in Amsterdam, die zur gleichen Zeit mit dem deutschen Pauschalreiseveranstalter Anex Tour GmbH gegründet wurde, um die Expansionspläne zu unterstützen.

## Geschichte
Azur Air wurde 2016 gegründet und beantragte beim Luftfahrt-Bundesamt ein Luftverkehrsbetreiberzeugnis, welches sie, rund drei Monate später als geplant, am 30. Juni 2017 erhielt. Nach einer Expansion auf zunächst 3 Boeing 767-300 im September 2017 und der Einflottung einer Boeing 737-900ER im April 2018 wurde die Flotte im Sommer 2018 sukzessive reduziert. Es war geplant, den Winterflugplan 2018/2019 nur noch mit der Boeing 737 durchzuführen, aus diesem Grund wurde im Juli 2018 etwa die Hälfte des fliegenden Personals gekündigt. Am 6. und 7. September wurden jedoch die beiden verbliebenen Flugzeuge in der Türkei abgestellt und die geplanten Flüge von Onur Air durchgeführt. Trotz der Aussage der Geschäftsführung, dass dies nur eine temporäre Maßnahme sei, wurde am 26. September 2018 bekannt gegeben, dass die Gesellschaft aufgrund von wirtschaftlichen Gründen aufgelöst wird.

## Flugziele
Azur Air flog von Düsseldorf aus zu typischen Urlaubszielen rund um das Mittelmeer und bis Mitte 2018 in die Dominikanische Republik und nach Kuba.

## Flotte

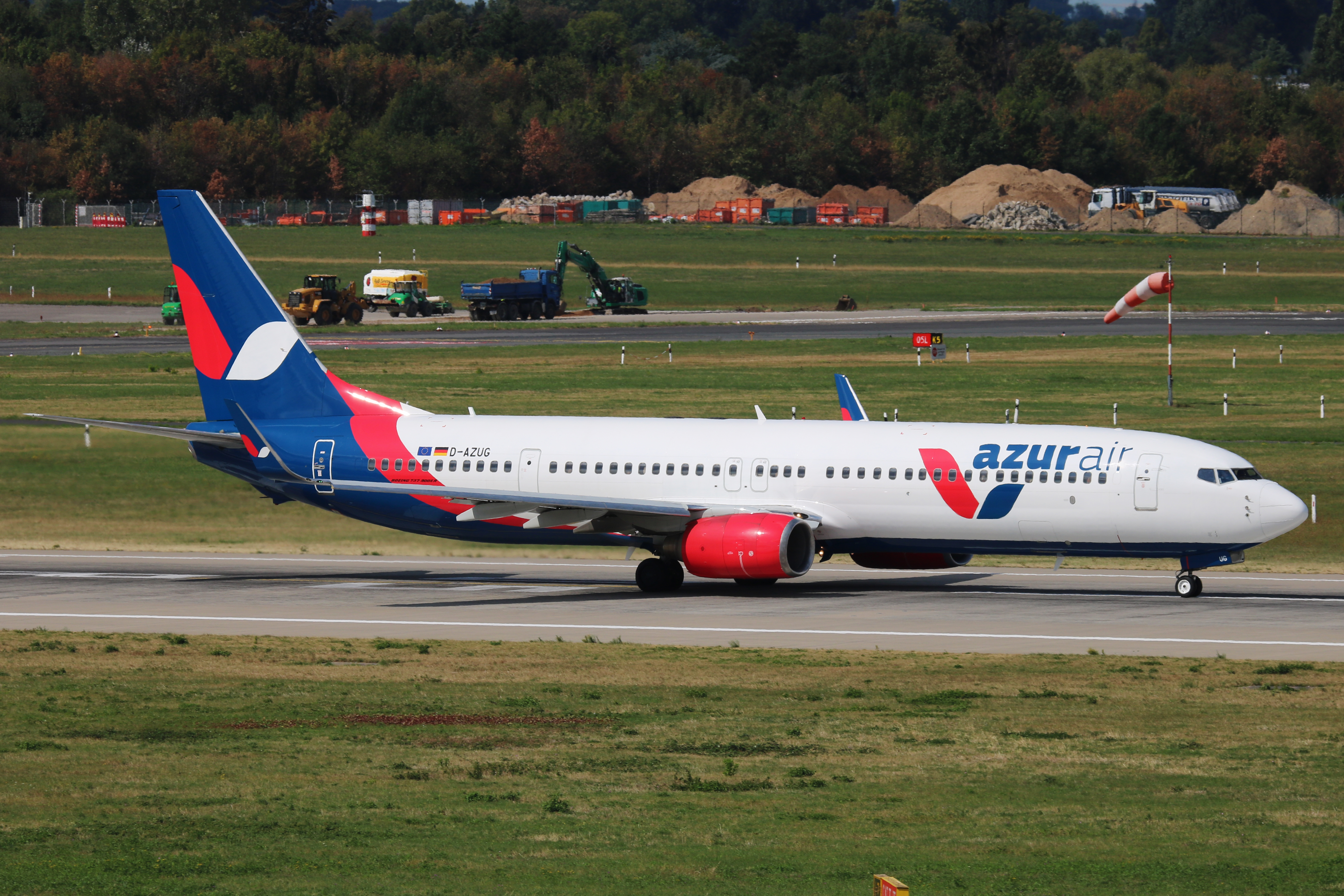
Boeing 737-900ER D-AZUG der Azur Air am Flughafen Düsseldorf

Azur Air Germany betrieb in ihrer Geschichte insgesamt vier verschiedene Flugzeuge:
| Flugzeugtyp      | Anzahl | bestellt | Luftfahrzeugkennzeichen | Anmerkungen                     | Sitzplätze (Business/Economy) |
| ---------------- | ------ | -------- | ----------------------- | ------------------------------- | ----------------------------- |
| Boeing 767-300ER | 3      |          | D-AZUA                  | September 2017 – September 2018 | 334 (–/334)                   |
| Boeing 767-300ER | 3      | D-AZUB   | Mai 2017 – April 2018   |                                 | 334 (–/334)                   |
| Boeing 767-300ER | 3      | D-AZUC   | Juli 2017 – Juli 2018   |                                 | 334 (–/334)                   |
| Boeing 737-900ER | 1      |          | D-AZUG                  | April – September 2018          | 215 (–/215)                   |

Bei der Boeing 737-900ER mit dem Luftfahrzeugkennzeichen D-AZUG handelte es sich um die erste und einzige Maschine dieses 737-Untertyps, die je in Deutschland registriert wurde.